# 136 v. Chr.
Portal Geschichte | Portal Biografien | Aktuelle Ereignisse | Jahreskalender | Tagesartikel

◄ |
3. Jahrhundert v. Chr. |
2. Jahrhundert v. Chr. |
1. Jahrhundert v. Chr. |
►

◄ | 150er v. Chr. | 140er v. Chr. | 130er v. Chr. | 120er v. Chr. |
110er v. Chr. |
►

◄◄ | ◄ | 139 v. Chr. | 138 v. Chr. | 137 v. Chr. | 136 v. Chr. |
135 v. Chr. |
134 v. Chr. |
133 v. Chr. |
► |
►►
Staatsoberhäupter

## Ereignisse

### Politik und Weltgeschehen

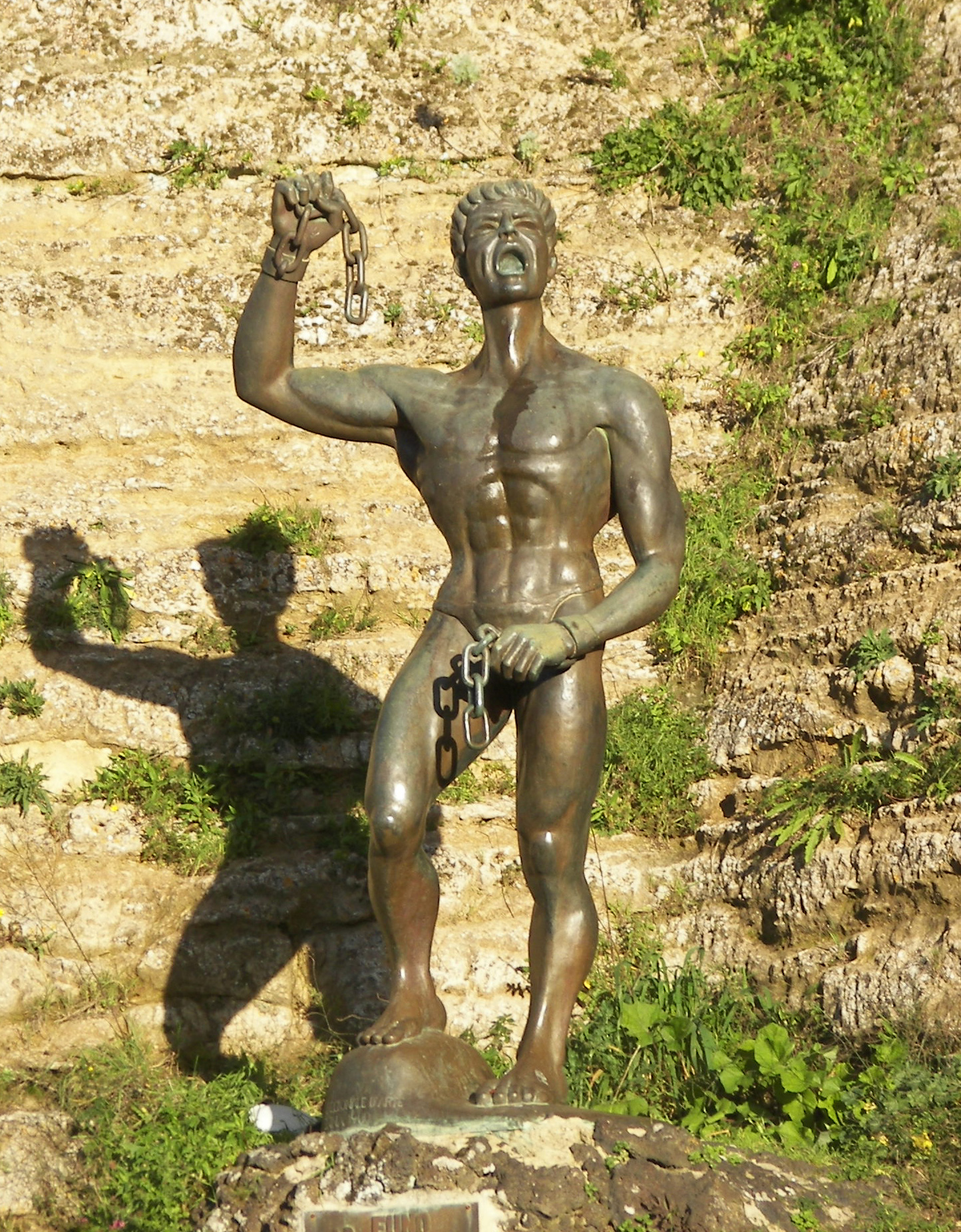
Monumento a Eunus, Enna (Sizilien), Castello di Lombardia

- Der erste Sklavenkrieg gegen Rom bricht aus (bis 132 v. Chr.): Etwa 200.000 Sklaven erheben sich unter dem syrischen Sklaven Eunus auf Sizilien.

### Wissenschaft und Technik
- 15. April: Über Afrika und Asien ereignet sich eine totale Sonnenfinsternis, die auch in der Stadt Babylon sichtbar ist und dort genau dokumentiert wird. Die genauen Aufzeichnungen hierüber gestatten es den Astronomen, die seitdem eingetretene Verlangsamung der Erdrotation zu berechnen.